# A szeretet értelme
„A szeretet értelme” (oroszul: Смысл любви) – Vlagyimir Szergejevics Szolovjov öt cikkből álló ciklusa, melyet „A filozófia és a pszichológia kérdései” folyóiratban publikáltak az 1892-1894-es években.
Ahogy Alekszej Fjodorovics Loszev írja a filozófusról szóló monográfiájában: „itt V. Szolovjov az emberiség számára egyetlen menekülési útként hirdeti a szerelmet, melyet igaz, hogy rendkívüli módon átszellemiesít, úgyhogy kétséges marad az egésznek a fiziológiája, ahogyan ez a megjegyzésekben (VII, 22) kiderül. Szolovjov szerint ennek a szerelemnek semmi köze sincs az utódnemzéshez, a szerelem az egoizmus legyőzése, a szerető és szeretett egyetlen osztatlan egészbe való összeolvadása; Krisztus és az egyház viszonyának – igaz, gyenge reprodukciója; az örök mindenegység képmása” [1].

## Főbb tartalom és idézetek
Loszev szerint „a legfontosabb az, hogy helyesen értsük, mit ért Szolovjov az adott tanulmányban a »nemi szeretet« kifejezés alatt. A helyzet az, hogy a »nemi« oroszul túl naturalistán és prózaian hangzik. Inkább biológiai, fiziológiai, sőt kevésbé pszichológiai, mint inkább hétköznapi és nyárspolgári kifejezés. Maga Szolovjov az elmélete számára abszolút sikertelennek tartja, és ahogy ő maga mondja, csak megfelelőbb terminus híján használja”

## Első cikk (előzetes megjegyzések)
Első cikk (előzetes megjegyzések)
Szolovjov annak a nézetnek a következetes cáfolatával kezd, hogy a férfi és nő közötti szerelem feladata a szaporodás, hogy az csupán a faj folytatásának eszköze. Valójában, mondja a szerző, a szerelem értelme nem a faji, hanem az individuális életben gyökerezik, és felteszi a kérdést, hogy miben áll ez az értelem.

„A szerelem értelmét általában a faji szaporodásban látják, melyhez eszközként szolgál. Ezt a nézetet helytelennek tartom, nem valami idealista megfontolások, hanem elsősorban természettörténeti tények alapján. Hogy az élőlények szaporodása szerelem nélkül megtörténhet, ez már abból is világos, hogy nemekre való osztódás nélkül is megvan. Mind a növényi, mind az állati birodalom jelentős része ivartalanul szaporodik: osztódással, sarjadzással, spórákkal, oltással. Igaz, mindkét szerves birodalom magasabb formái ivarosan szaporodnak. De először is, úgy a növényi, mint részben az állati szervezetek is,  melyek ilyen módon szaporodnak, ivartalanul is tudnak szaporodni (oltással a növények, szűznemzéssel a magasabb rendű rovarok), másodszor pedig, ezt félretéve és általános szabályként elfogadva, hogy a magasabb rendű szervezetek szexuális egyesülés útján szaporodnak, arra kell következtetnünk, hogy ez a szexuális tényező nem általában a szaporodással kapcsolatos (amely nélküle is megtörténhet), hanem a magasabb rendű szervezetek szaporodásával. Következésképpen a nemi differenciálódás (és a szerelem) értelme egyáltalán nem a faji élet és annak szaporodása eszméjében keresendő, hanem csak a magasabb rendű szervezet eszméjében.”

## Második cikk
Az erre a kérdésre adandó válaszhoz első megközelítésben Szolovjov a (nemi) szerelmet olyan erőnek jelzi, mely valósan legyőzi az emberi egoizmust, emellett ebben előnyben részsül a szeretet többi fajtájával szemben, melyek a következők: misztikus, anyai, baráti, művészetek és tudomány iránti, hazaszeretet sőt az egész emberiség iránti szeretet. Figyelemre méltó a filozófus érvelése az egoizmus lényegéről:

„Az egoizmus alapvető hazugsága és gonoszsága nem a szubjektum eme abszolút öntudatában és önértékelésében van, hanem abban, hogy míg önmagának jogosan tulajdonít megkérdőjelezhetetlen jelentőséget, másoktól ezt igazságtalanul megtagadja; önmagát az élet központjának elismerve, olyannak, amilyen ő valójában, a többieket a saját létének környezetéhez sorolja, csak külső és viszonylagos értéket hagy nekik. … az egoizmus semmiképpen sem az individualitás öntudata és önérvényesítése, hanem ellenkezőleg: önmegtagadás és pusztulás”

## Harmadik cikk
Szolovjov most a legeredetibb gondolatot jelenti ki: a férfi és nő közti szerelem teljes megvalósulása még sohasem valósult meg a történelemben. A szerelem ügye még sosem lett befejezve. De ez a helyzet egyáltalán nem bizonyítéka annak, hogy a szerelem egyáltalán nem valósítható meg vagy hogy önmagában illuzórikus. Sikeréhez az első lépésnek a valódi célja tisztázása kell, hogy legyen. Mi is a célja?

„A szerelem feladata az, hogy a gyakorlatban igazolja a szerelemnek azt az értelmét, amely kezdetben csak érzésben adott; két adott korlátozott lény olyan kombinációjára van szükség, amely egy abszolút ideális lényt hozna létre belőlük. … Az igazi ember azonban saját ideális személyiségének teljességében nyilvánvalóan nem lehet csak férfi vagy csak nő, hanem a kettő magasabb egysége kell, hogy legyen. Ennek az egységnek a megvalósítása, vagy az igazi ember, mint az olyan férfi és női princípium szabad egységének létrehozása, melyek formális elkülönültségüket megőrzik, de saját lényegi viszályukat és szétesésüket legyőzik – tulajdonképpen éppen ez a szerelem közvetlen feladata.”

Az „igazi ember létrehozása” azonban nem más, mint az isteni képmás helyreállítása az emberben és az emberiségben; a férfi és nő közti szerelem témája vallási tartalommal megtöltöttnek bizonyul. És itt Szolovjov a tanulmány legfontosabb gondolatai közül egy másikat mond ki:

„Az isteni képmás anyagi emberiségben való helyreállításának szellemi-fizikai folyamata semmiképpen sem tud önmagától, a mi mellőzésünkkel végbemenni. … Ha a szerelmet elkerülhetetlenül és önkéntelenül jellemző idealizálás megmutatja az empirikus láthatóság mögött a szeretett tárgy távoli ideális képét, akkor természetesen nem közvetlenül azután, hogy beleszerettünk, hanem azután, hogy az igazi hit, az aktív képzelőerő és valós alkotómunka erejével az ezen igazi kép alapján átalakítottuk a neki nem megfelelő valóságot, valós jelenséggé testesítettük ezt az ideális képet (3, III) Az abszolút individualitás azonban nem lehet mulandó, és nem lehet üres. A halál elkerülhetetlensége és életünk üressége teljesen összeegyeztethetetlen a saját és a másik individualitásának azzal a fokozott megerősítésével, amelyet a szerelem érzése tartalmaz”

A filozófus áttér a halál feletti győzelem témájára.

## Negyedik cikk
„Önmagában világos, hogy amíg az ember úgy szaporodik, mint egy állat, addig úgy is hal meg, mint egy állat. De másrészt ugyanilyen világos az is, hogy a nemzés aktusától való egyszerű tartózkodás semennyire sem szabadít meg a haláltól; a szüzességüket megőrző személyek meghalnak, a kasztráltak is meghalnak; sem az egyik, sem a másik nem rendelkezik különösebben hosszú élettel. Ez is érthető. A halál általában a lény felbomlása, az őt alkotó tényezők szétesése. De a nemek szétválása, melyet a nemzési aktusban történő, külső és átmeneti egyesülés nem szüntet meg – az emberi lény férfi és női eleme közötti ezen szétválás már önmagában is a szétesés állapota és a halál kezdete. Nemi szétválasztottságban lenni – azt jelenti, a halál útján lenni, de aki nem akarja vagy nem tudja elhagyni ezt az utat, annak természeti szükségszerűség szerint végig kell azt járnia. Aki a halál gyökerét támogatja, az elkerülhetetlenül megízleli annak gyümölcsét is. Csak a teljes ember lehet halhatatlan, és ha a fiziológiai egyesülés nem képes valóban helyreállítani az emberi lény teljességét, akkor az azt jelenti, hogy a hamis egyesülést egy igazi egyesülésnek kell felváltania, de semmiképpen sem a mindenféle egyesüléstől való tartózkodásnak, vagyis semmiképpen sem olyan törekvésnek, amely in statu quo fenntartja a szétvált, széteső és következésképpen halandó emberi természetet”

Az ilyen egyesülés az igazi szellemiség aktusa, melyhez Isten az erőt kegyelemből adja az embernek:

„A hamis szellemiség a test tagadása, az igazi szellemiség annak újjászületése, üdvözülése, feltámadása”

„Az ember az isteni képmást saját szerelmének élő tárgyában építő módon csak úgy tudja helyreállítani, hogy ezt a képmást ezzel együtt önmagában is helyreállítja; ehhez pedig önmagának nincs ereje, hiszen ha lenne, akkor nem lenne szüksége helyreállításra sem; viszont mivel neki nincsen, Istentől kell kapnia”

A negyedik cikk vége és az ötödik cikk azon gondolatok kifejtésének van szentelve, melyek Vlagyimir Szolovjov egész munkásságán átvonulnak – a mindenegységről és az Örök Nőiségről való tanítások:

„Az igazi szerelem ügye mindenekelőtt a hitre alapul … Az adott személy megkérdőjelezhetetlen jelentőségét elismerni vagy hinni benne (ami nélkül az igazi szerelem lehetetlen) csak akkor tudok, ha az Istenben erősítem meg őt, következésképpen ha hiszek magában az Istenben és önmagamban mint olyanban, akinek Istenben van a léte középpontja és gyökere...
Mivel az örök és oszthatatlan Isten számára minden együtt és egyszerre, minden egyben van, így valamilyen individuális lényt Istenben megerősíteni azt jelenti, hogy nem az elkülönültségében, hanem az egészben vagy pontosabban mindennek az egységében erősítem meg...
Ott, vagyis az igazságban, az individuális személy csak egy élő és valódi sugár, de nem elkülönült sugara az egyetlen ideális világítótestnek – a mindenegy lényegnek. Ez az ideális személy vagy megszemélyesült idea csak a mindenegység individualizációja, amely oszthatatlanul jelen van mindegyik ilyen individualizációjában. Nos, amikor a szeretett tárgy ideális formáját elképzeljük, akkor magát a mindenegy lényeget közlik velünk ezen forma alatt. Hogyan is kell ezt a lényeget elgondolnunk?”

„Az az ideális egység, melyre a világunk törekszik, és amely a kozmikus és történelmi folyamat célja … igazából létezik, mint az isteni szeretet örök tárgya, mint az Ő örök másikja.
Az isteni szeretetnek ez az élő eszménye, megelőlegezve a mi szerelmünket, idealizációjának titkát rejti magában. Itt az alacsonyabb rendű lény idealizációja egyidejűleg a magasabb rendűnek a kezdődő megvalósulása, és ebben áll a szerelmi pátosz igazsága. A teljes megvalósulás, az individuális női lény saját sugárzó forrásától elválaszthatatlan örök istenségi nőiséggé való átalakítása, valós, nem csupán szubjektív, hanem objektív újraegyesülése lesz az individuális embernek Istennel, benne az élő és halhatatlan isteni képmás helyreállítása.
Isten számára az Ő másikja (vagyis a világegyetem) századok óta a tökéletes Nőiség képmása, de Ő azt akarja, hogy ez a képmás ne csupán az ő számára legyen, hanem hogy minden olyan individuális lény számára megvalósuljon és megtestesüljön, aki képes ővele egyesülni. Ugyanilyen megvalósulásra és megtestesülésre törekszik maga az örök Nőiség is, aki nem csupán egy tétlen képmás Isten elméjében, hanem egy élő szellemi lény, aki erők és hatások teljességével rendelkezik. Az egész világ- és történelmi folyamat ennek a Nőiségnek a megvalósítási és megtestesítési folyamata a formák és fokok hatalmas sokféleségében”

## Ötödik cikk
„Átalakulásunk elszakíthatatlan kapcsolatban áll a világegyetem átalakulásával, tér- és időformáinak átalakulásával. Az individualitás igazi élete a maga teljes és feltétel nélküli jelentőségében csak az egyetemes élet megfelelő fejlődésében valósul meg és állandósul, melyben tevőlegesen részt vehetünk és részt is kell vennünk, de melyet nem mi hozunk létre. A személyes dolgunk, mivel az igazi, az egész világ közös dolga – a mindenegy ideájának megvalósítása és individualizációja, és az anyag átszellemiesítése. Ezt kozmikus folyamat készíti elő a természeti világban, történelmi folyamattal folytatódik és fejeződik be az emberiségben”

Az ilyen megvalósulás egyik feltétele az ember természethez való viszonyának megváltoztatása, a többit csak találgathatjuk:

„Az ember igazi szerelmi vagy szüdzügikus viszonyának megteremtése nemcsak a szociális, hanem a természeti és egyetemes környezetéhez is – ez a cél önmagában is világos. De ugyanez nem mondható el a cél az egyes emberek számára való elérésének útjairól. Anélkül, hogy idő előtti, ezért pedig kétséges és kényelmetlen részletekbe bocsátkoznánk, a kozmikus és a történelmi tapasztalat szilárd analógiái alapján meggyőződéssel állíthatjuk, hogy minden tudatos emberi valóság, melyet az egyetemes szüdzügia határoz meg és melynek az a célja, hogy a mindenegy ideálját ilyen vagy olyan szférában megvalósítsa, ezzel valóban valós szellemi-testi áramokat hoz létre vagy szabadít fel, melyek fokozatosan birtokba veszik az anyagi közeget, átszellemiesítik azt, és a mindenegység ilyen vagy olyan képmásait – az abszolút emberi mivolt élő és örök hasonlatosságait testesítik meg benne”

## A szeretet osztályozása
Vlagyimir Szolovjov a Brockhaus és Ephron Enciklopédikus Szótárban egy sor cikk szerzője, beleértve a „Szeretet” cikket. Ebben a cikkben megadja az osztályozását a szeretet fajtáiról
szülő gyermekek iránti szeretete;
gyermekek szülők iránti szeretete;
házastársi vagy nemi szeretet.

## Értékelések
Nyikolaj Alexandrovics Bergyajev azt tartotta, hogy Vlagyimir Szolovjovnak „A szeretet értelme” c. műve a legjelentősebb, amit a szeretetről írtak”
Trubeckoj herceg véleménye szerint:

„Böhménél és Baadernél általánosságban ugyanazt a tanítást találjuk az egységes, teljes emberi személyiségnek a bűn következtében két részre (nemre) való széteséséről és a szerelem feladatáról – egy egységes, teljes emberi személyiség (androgün) helyreállításáról. Ebből a szempontból Baader például ugyanúgy magyarázza a „nemi szerelem fantazmagóriáját”, mint Szolovjov, a nemi túlfűtöttségnek azt az igazságát, melytől a szerelem tárgya a szerető ember számára gyönyörűbb és jobb, mint amilyen az valójában. Baader szerint itt a földi emberi képmásban „Szófia vagy a mennyei emberiség” ragyog át; a szerelmi érzés felemelkedésében az ember azt a felhívást hallja, hogy valósítsa meg azt a képmást önmagában és szerelmének tárgyában”

## Fordítás
Ez a szócikk részben vagy egészben  a(z)   Смысл любви című orosz Wikipédia-szócikk ezen változatának fordításán alapul.  Az eredeti cikk szerkesztőit annak laptörténete sorolja fel. Ez a jelzés csupán a megfogalmazás eredetét és a szerzői jogokat jelzi, nem szolgál a cikkben szereplő információk forrásmegjelöléseként.